# ألبرت أسيفيدو
ألبرت أسيفيدو (بالإسبانية: Albert Acevedo) هو لاعب كرة قدم ومدرب كرة قدم تشيلي، ولد في 6 مايو 1983 في كونشالي في تشيلي. شارك مع منتخب تشيلي تحت 20 سنة لكرة القدم ومنتخب تشيلي لكرة القدم. أما مع النوادي، فقد لعب مع نادي أونيفرسيداد دي تشيلي ونادي أونيفرسيداد كاتوليكا ونادي أوهيجينس ويونيون إسبانيولا.

## وصلات خارجية
- ألبرت أسيفيدو على موقع قاعدة بيانات كرة القدم.إي يو (الإنجليزية)
- ألبرت أسيفيدو على موقع ناشيونال فوتبول تيمز (الإنجليزية)
- ألبرت أسيفيدو على موقع Soccerway.com (الإنجليزية)
- ألبرت أسيفيدو على موقع عالم كرة القدم.نت (الإنجليزية)
- ألبرت أسيفيدو على موقع AS.com (الإسبانية)